# Драчковська Оксана Олегівна
Драчковська Оксана Олегівна (нар. 5 лютого 1971, смт Глибока Чернівецької області) — українська письменниця, журналістка, перекладачка.
Мешкає в Чернівцях.

## Життєпис
Закінчила факультет журналістики Львівського Національного університету ім. Франка і телевізійну школу Internwes. Працювала в газетах і на телебаченні. Зокрема, репортеркою програми «Вікна» телеканалу СТБ, ведучою «Суспільного».
Авторка низки публікацій на тему інклюзії в газеті «Дзеркало тижня». Лауреатка Чернівецької муніципальної премії ім. Антона Кохановського, а також унікальної Народної премії від чернівчан за принципову громадянську позицію.
Переклала для видавництва «Фоліо» чотири книги Маріанни Гончарової (з російської): «Там, де ми живемо», «В очікуванні кінця світу», «Персеїди», «Аргидава». На конкурсі Бабеля перекладала переможців чотирьох сезонів.
Сини — Остап і Назар. Назар має рідкісне захворювання і пересувається на інвалідному візку. Він є прототипом Зайчика-нестрибайчика. Йому присвячений блог Оксани Драчковської «Зайка на візку» в мережі Фейсбук, в якому йдеться про доступність та інклюзивність сучасного міського середовища.
2009 року вийшла перша повість «Нянька/Ненька»(Кальварія). Автор передмови Василь Кожелянко визначив цей текст як започаткування жанру «заробітчанської прози».
2015 — роман «Зілля».
2016 — перемога в номінації «п'єси» на Міжнародному літературному конкурсі «Коронація слова» з п'єсою «Різдво»
2018 — спецвідзнака «Коронації слова» за казку «Зайчик-нестрибайчик та його смілива мама» як найкраще інклюзивне оповідання.
2020 року книга «Зайчик-нестрибайчик та його смілива мама», яка вийшла друком у видавництві «Чорні вівці», здобула головну нагороду Львівського Форуму видавців Best book Award у номінації «Література для дітей 8-10 років». Книга також номінувалася у списках «Книги року ВВС» та «Барабуки».
Готується до друку сиквел казки — «Зайчик-нестрибайчик подорожує».
У 2021 році письменниця та активістка Оксана Драчковська отримала спеціальну відзнаку “Правосуддя” у конкурсі “Коронація слова-2021”

## Доробок
- «Нянька/Ненька», Кальварія, 2009
- «Зілля», Букрек, 2015
- П'єса "Різдво", журнал "Німчич", 2016
- «Зайчик-нестрибайчик та його смілива мама» у збірці «Терра інклюзія», видавничий центр «12», 2018
- «Зайчик-нестрибайчик та його смілива мама», Чорні вівці, 2019
- статті авторки - https://zn.ua/ukr/author/oksana-drachkovskaya

#### Переклади
- "Там, де ми живемо", Маріанна Гончарова, Фоліо. 2016
- "В очікуванні кінця світу", Маріанна Гончарова, Фоліо, 2017